# تشاك داربي
تشاك داربي (بالإنجليزية: Chuck Darby)‏ هو لاعب كرة قدم أمريكية أمريكي، ولد في 22 أكتوبر 1975 في نورث في الولايات المتحدة.